# Gustaw Blatt
Gustaw Blatt (Gerson) (ur. 15 lutego 1858 w Jarosławiu, zm. 17 września 1916  we Lwowie) – językoznawca, profesor, prezes Towarzystwa Filologicznego Lwowskiego.

## Życiorys
Pochodził z ubogiej żydowskiej rodziny. Po ukończeniu szkoły realnej w 1879 roku wstąpił na Uniwersytet Jagielloński. W 1882 zmienił kolejność pisania imion. Od tego roku wszędzie wpisywał Gustaw Gerson. Został absolwentem filologii słowiańskiej i klasycznej Uniwersytetu Jagiellońskiego. Uczeń Lucjana Malinowskiego. Jako Żyd otrzymał sześcioletnią posadę prowizoryczną, a następnie na przeszło 10 lat – stałą posadę nauczyciela gimnazjum w Brodach. W 1893 roku doktoryzował się w Krakowie. W 1896 i 1899–1900 wyjeżdżał na urlopy naukowe do Lipska i Wiednia. W 1902 roku zdobył habilitację we Lwowie, będąc tam już od roku nauczycielem w II Gimnazjalnym. W 1903 roku rozpoczął wykłady jako docent prywatny sanskrytu oraz gramatyki porównawczej języków indoeuropejskich na Uniwersytecie Jana Kazimierza. W 1910 został pierwszym profesorem językoznawstwa porównawczego we Lwowie. Przed śmiercią został prezesem Towarzystwa Filologicznego Lwowskiego.

## Publikacje
- Archaizmy w języku Jana Kochanowskiego, Kraków 1884[6]
- Gwara ludowa we wsi Pysznica w powiecie niskim, Kraków 1894[7]
- Kleine Beiträge zur slavischen Lautlehre, Brody 1895
- O pochodnej spółgłosce końcowej j w języku polskim, Kraków 1895
- Materyjały do morfologii języka polskiego. Z początku XV wieku na podstawie zapisków sądowych w Księdze Ziemi Czerskiej, 1884
- O języku satyr Marcina Bielskiego, Kraków 1891